# Mạch điện
Mạch điện là một tập hợp các phần tử hay linh kiện điện được kết nối với nhau bởi dây dẫn, tạo thành một thiết bị hay mạng điện, thực hiện những chức năng công tác xác định nào đó .
Mạch điện nói chung được chia ra ba loại:
1. Mạch điện tử, là mạch trong các thiết bị điện tử, đặc trưng bởi chứa nhiều phần tử hay linh kiện điện tử.
2. Mạch điện công nghiệp, là mạch trong các thiết bị điện cơ, nhà xưởng, cầu đường, tàu bè,... thực hiện truyền năng lượng đến các thiết bị công tác như mô tơ, đèn chiếu sáng, tạo nhiệt,... Cùng với mạch năng lượng có thể có mạch tín hiệu điều khiển để đóng cắt việc cấp năng lượng.
3. Mạch điện truyền dẫn năng lượng, thành phần trong lưới điện quốc gia, truyền năng lượng theo nhánh nào đó, ví dụ mạch 1 và mạch 2 trong đường dây 500 kV Bắc - Nam.

Mạch truyền dẫn năng lượng là khái niệm ít nói đến trong thực tế. Giữa mạch điện tử và điện công nghiệp thì có vùng chồng lấn, do các thiết bị điện tử được sử dụng vào thiết bị phục vụ hoạt động công nghiệp hay dân dụng ngày một nhiều. Ví dụ mạch điện của ti vi, máy tính được coi là mạch điện tử thuần túy, nhưng mạch của lò vi sóng, của ô tô có mắt thần kiểm soát dịch chuyển đỗ xe,... là dạng lai. Mạch điện trong nhà máy điện nói chung là mạch điện công nghiệp, và thường có nhiều bộ phận đo đạc và điều khiển là mạch điện tử.

Mạch điện đơn giản nhất, gồm một nguồn điện áp và điện trở. Dòng trong mạch xác định theo định luật Ohm:.

## Biểu diễn mạch
Mạch điện được biểu diễn bằng sơ đồ mạch điện, là bản vẽ trong đó dùng các ký hiệu điện  để thể hiện các phần tử dùng đến và được kết nối với nhau như thế nào.
Tùy theo quy mô và độ phức tạp của mạch điện mà sơ đồ mạch điện có thể gồm nhiều tờ ghép lại. Việc chia tờ để biểu diễn tùy thuộc cảm nhận trực quan của nhóm thiết kế mạch, nhưng theo khuyến nghị chung là đảm bảo dễ theo dõi, bảo hành sửa chữa. Trong đó thì các modul có khối chức năng xác định và có thể được đặt trong hộp xác định sẽ thường biểu diễn thành tờ hay ô riêng.
Khi biểu diễn hệ thống có nhiều luồng tín hiệu, thì tín hiệu trên một dây dẫn kết nối được đặt nhãn (label) bằng tên gợi nhớ cho tín hiệu, và để cho bản vẽ thoáng thì có thể bỏ qua việc vẽ đường dây nối. Ví dụ đường nối nguồn cho một vi mạch vào "nguồn +5V thứ nhất" thường chỉ vẽ ở dạng mũi tên kèm theo ký hiệu nguồn: →Vcc1.

## Một số mạch điện cơ bản
Các mạch điện cơ bản hợp thành từ số ít các phần tử cơ bản, mà ta có thể tính được định lượng các đặc trưng của mạch, ví dụ mạch gồm 1 điện trở thuần thì ta có đặc trưng V-A (hay I-V) là {\displaystyle i=v/R}. Trong thực tế chỉ có thể tính được với phần tử tuyến tính lý tưởng, và chỉ có ba loại, là điện trở, tụ điện và điện cảm lý tưởng hóa là đáp ứng yêu cầu trên. Với các linh kiện phi tuyến như điốt, tranzito thì không thể tính được một cách chính xác.

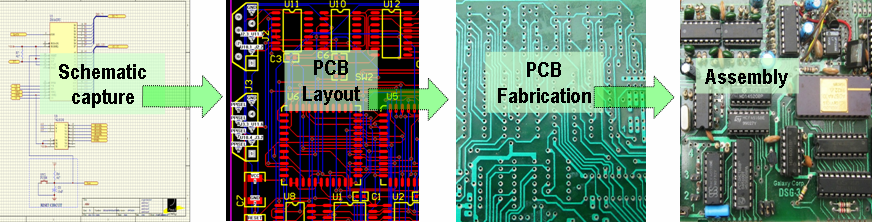
Các giai đoạn chính chế tạo bảng mạch điện tử.

1. Mạch đơn
2. Mạch nối tiếp:
3. Mạch song song
4. Mạch hỗn hợp
5. Mạch mảng (array)

## Thiết kế và sản xuất mạch điện tử
Trong thiết kế và sản xuất mạch điện tử thì thiết kế được sự hỗ trợ của máy tính CAD , và chế tạo CAM  đã được bắt đầu từ lâu, cỡ những năm 1960. Từ đó các thiết kế và sản xuất các thiết bị điện tử phổ thông như máy tính cá nhân (computer, laptop), điện tử công nghiệp, điện tử gia dụng được tự động hóa cao, cho ra giá thành ngày một hạ.
Phục vụ thiết kế với số lượng sản xuất ít hoặc đơn lẻ, thiết kế nghiệp dư,... là các phần mềm hỗ trợ thiết kế chạy trên máy tính cá nhân, như OrCAD. Khi vẽ sơ đồ mạch điện tuân thủ đúng quy tắc biểu diễn của phần mềm thì người thiết kế có thể kiểm tra mô phỏng vận hành, tìm ra lỗi mạch. Từ sơ đồ mạch điện đã lập có thể tự động tạo ra bản thiết kế bảng mạch in (PCB) và bản điều khiển khoan lỗ các chân linh kiện.